# Gran Principi di Vladimir-Suzdal'
Elenco dei Gran Principi, sovrani del Principato di Vladimir-Suzdal'
- Jurij Dolgorukij di Kiev, capostipite della linea dinastica, 1113 (1125?) -1157
- Andrej Bogoljubskij
- Jaropolk Rostislavič
- Michele
- Vsevolod III
- Juri II
- Costantino
- Juri II, reinstaurato
- Jaroslav II
- Svjatoslav III
- Andrea II
- Aleksandr Nevskij
- Jaroslav III
- Vasilij I Jaroslavič
- Dmitrij di Pereslav
- Andrea di Gorodec
- Michail di Tver'
- Jurij di Mosca
- Demetrio di Tver'
- Alessandro I di Tver'
- Ivan I di Mosca
- Simeone di Mosca
- Ivan II di Mosca
- Demetrio di Russia